# Fort Qu'Appelle (Canada)
Fort Qu'Appelle is een plaats (town) in de Canadese provincie Saskatchewan en telt 1940 inwoners (2001).

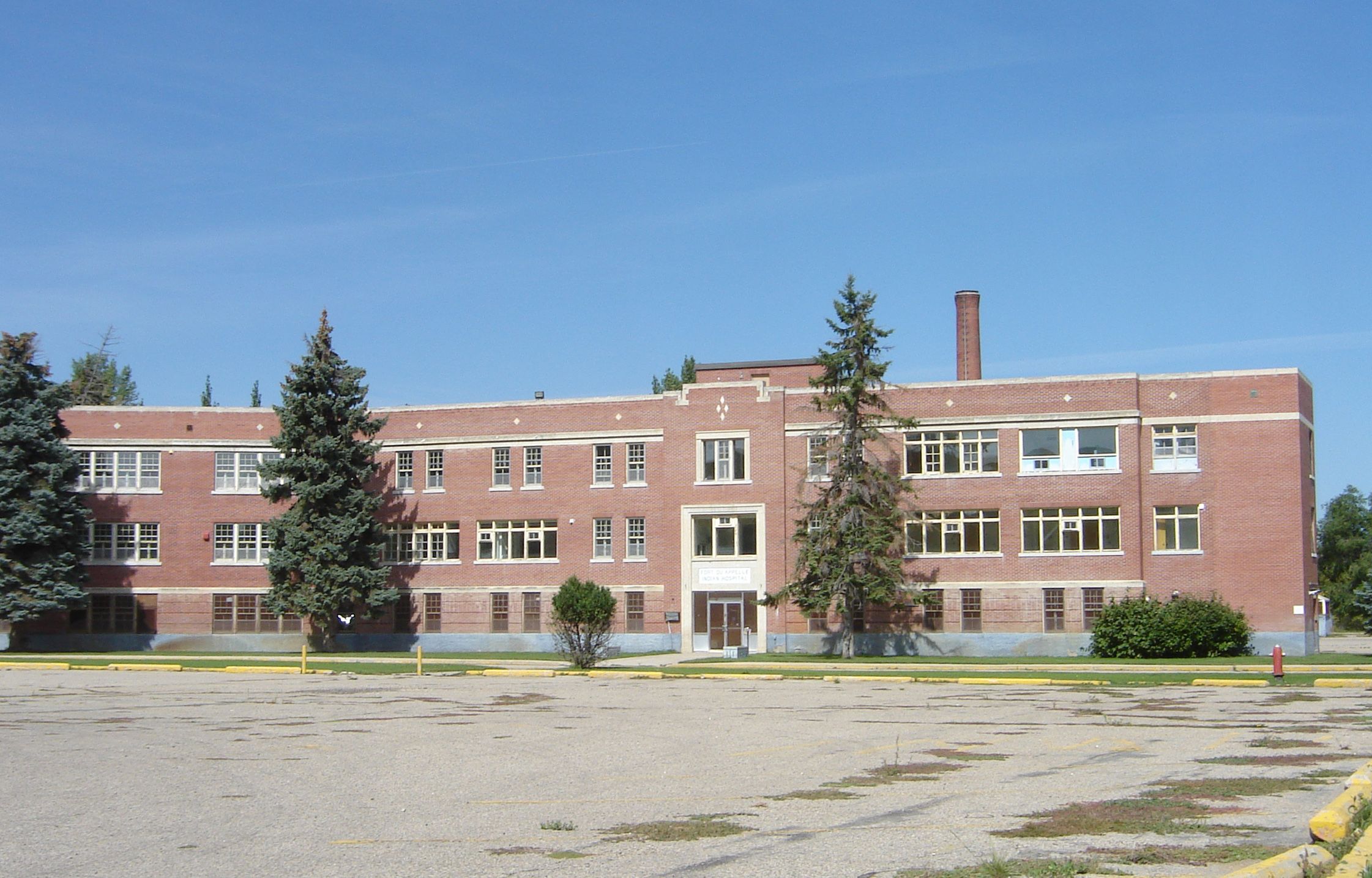
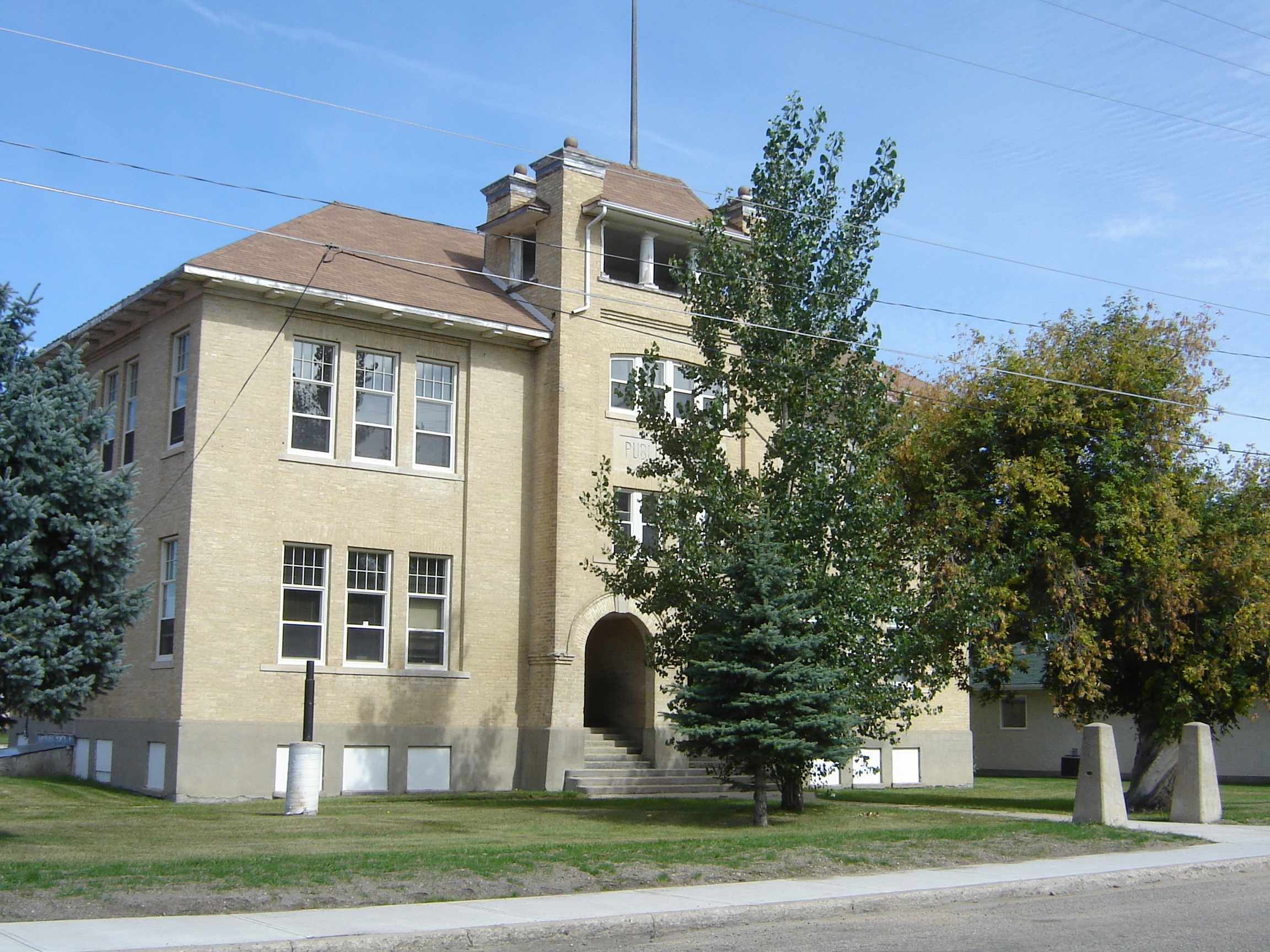